# Славікув
Славікув (пол. Sławików, нім. Bergkirch) — село в Польщі, у гміні Рудник Рациборського повіту Сілезького воєводства.
Населення — 432 особи (2011).

## Демографія
Демографічна структура станом на 31 березня 2011 року:
|          | Загалом | Допрацездатний вік | Працездатний вік | Постпрацездатний вік |
| -------- | ------- | ------------------ | ---------------- | -------------------- |
| Чоловіки | 212     | 30                 | 151              | 31                   |
| Жінки    | 220     | 27                 | 141              | 52                   |
| Разом    | 432     | 57                 | 292              | 83                   |